# Georg Österreicher
Georg Österreicher (* 1563 in Wiebelsheim bei Windsheim; † 1621 in Windsheim) war ein Lehrer und Kantor in Windsheim.

## Leben
Georg Österreicher studierte ab 1585 an der Universität Wittenberg. Nach Abschluss seiner Studien wurde er 1588 Kollaborator an der Lateinschule in Windsheim, dem heutigen Georg-Wilhelm-Steller-Gymnasium. 1608 wurde er zum Kantor in Windsheim ernannt. 1614 gab er eine katechetische Liedsammlung heraus, die lediglich in einer zweiten, posthum erschienenen Auflage von 1623 erhalten ist.

## Lieder
Von ihm ist die erste Quelle des ersten Teil der Melodie vom Lied Wer weiß, wie nahe mir mein Ende! (EG 530), dessen Text von Aemilie Juliane von Schwarzburg-Rudolstadt geschrieben wurde.

## Werke
- Ein recht Christlich Gesangbüchlein. Darinn Erstlich der gantze Catechismus oder Kinderpredigten/ nach Fürstlicher Brandenburgischer und Nürnbergischer KirchenOrdnung: Sampt den Reguln der Haußtaffel/ eine jegliche Predigt und Regel mit einem besondern Gesang begriffen/ und auff bekante Melodien der Kirchengesäng gerichtet / Darnach Viel andere schöne Geistliche Lieder auff die gewöhnliche Fest: und Feirtag/ und allerhand Läuffte / Für eine Christliche Gemein deß H: Reichs Statt Windßheim zugericht. Durch Georgium Oesterreicher/ Weyland Cantorem daselbsten / Jetzo zum andern mahl in Druck verfertiget/ und mit vilen gesängen/so der Author selbst hinderlassen/vermehret. Körnlein, Rotenburg ob der Tauber 1623 (Digitalisat UB Göttingen)